# Joseph Langen
Joseph Langen (né le 3 juin 1837 à Cologne, mort le 13 juillet 1901 à Bonn) est un théologien prussien catholique puis vieux-catholique.

## Biographie
Joseph Langen étudie la théologie catholique à Bonn de 1855 à 1858, notamment auprès de Franz Heinrich Reusch. Après avoir terminé ses études théologiques et philosophiques, il reçoit l'ordination sacerdotale en 1859 puis devient chapelain à Wevelinghoven et en 1860 maître répétiteur au séminaire de Bonn. En 1861, il a un doctorat à Fribourg-en-Brisgau.
En 1864, Langen est nommé pour la première fois à l'université de Bonn puis devient professeur titulaire en 1867 d'exégèse du Nouveau Testament. De 1866 à 1877, il collabore au Theologischen Literaturblatt. Parce que Langen, comme son professeur Reusch et son collègue Bernhard Josef Hilgers, refuse de reconnaître les décrets du premier concile œcuménique du Vatican, il perd la missio canonica en 1871 et est excommunié le 23 mars 1872 par l'archevêque Paul Melchers.
Après la formation d'un évêché vieux-catholique allemand, Joseph Langen en devient un prêtre à Bonn en 1878. Il publie des écrits catéchétiques et participe en 1874 et 1875 aux conférences de l'Union de Bonn avec l'Église Anglicane et l'Église orthodoxe. Après que le célibat obligatoire est aboli dans l'Église vieille-catholique en 1878, Langen - qui aurait aimé maintenir le célibat - se retire de la vie de l'église. Cependant, jusqu'à sa mort, il donne des conférences aux étudiants de l'Église vieille-catholique. En 1894, il est membre en correspondance de l'Académie bavaroise des sciences.
La tombe de Langen se trouve au cimetière Melaten de Cologne (parcelle 48 no 65).